# 최자남
최자남(崔子南, 1876년 7월 14일 ~ 1933년 4월 1일)은 일제강점기의 항일 운동가이다. 다른 이름으로 최세붕(崔世鵬)이 있다.

## 생애
황해도 재령군 출신으로, 1918년 경에 함경남도 원산부에서 여관을 운영하면서 숙박업에 종사하고 있었다. 이 무렵 항일 운동에 뜻을 두고, 독립운동 단체에 숙소와 자금을 제공하는 활동을 시작하였다.
1919년 8월에 신임 조선총독 사이토 마코토 암살 계획을 세운 강우규가 지린성에서 조선으로 잠입해 왔다. 강우규는 수류탄을 소지하고 허형과 함께 원산을 거쳐 경성부로 들어갔다. 이때 최자남은 강우규에게 숙소를 제공하고 반입한 폭탄을 보관하는 등 도움을 주었다.
강우규는 9월 2일에 사이토에게 폭탄을 던졌고, 열흘 후 경찰에 체포되었다. 최자남도 관련자로 체포되어 징역 3년형을 선고받고 복역했다.
대한민국 국가보훈처는 최자남에게 1977년 건국포장에 이어 1990년에 건국훈장 애국장을 추서하였다.

## 참고자료
- 최자남 : 독립유공자 공훈록 - 국가보훈처